# Премия Европейской киноакадемии 1995
European Film Awards 1995 — премия Европейской киноакадемии (нем. Europäischer Filmpreis).

## Лауреаты и номинанты Премии Европейской киноакадемии 1995

### Лучший фильм
- Италия Земля и свобода, режиссёр Кен Лоуч
- Франция Свидания в Париже, режиссёр Эрик Ромер
- Греция Взгляд Улисса, режиссёр Тео Ангелопулос

### Лучший фильм молодого режиссёра
- Франция Ненависть, режиссёр Матьё Кассовиц
- Великобритания Поцелуй бабочки, режиссёр Майкл Уинтерботтом
- Германия Убийца, режиссёр Ромуальд Кармакар

### Лучший документальный фильм
- Германия Йенс Мойрер

### Приз международной ассоциации кинокритиков (ФИПРЕССИ)
- Греция Взгляд Улисса, режиссёр Тео Ангелопулос

### Награда за выслугу
- Франция Марсель Карне